# Mau-mau
Mau-Mau é um jogo de cartas muito comum no Brasil e na Alemanha (de onde vêm o nome), ideal para se jogar com muitos jogadores, sendo cada um por si. O mínimo são dois, porém o recomendável é de 5 a 12. Quanto mais jogadores, mais engraçado e emocionante o jogo fica; porém, acima de 12 o jogo pode se tornar cansativo por demorar demais para chegar na vez de cada um.

## História
Pouco se sabe sobre o surgimento das primeiras regras do jogo, mas as regras existem pelo menos desde 1930.
Na Suíça, uma versão do jogo chamada de Tschau Sepp, jogada com 36 cartas, existe pelo menos desde os anos 60.
Algumas fontes apontam que ocorreu por volta de 1976 na Alemanha, porém não existem maiores detalhes sobre esta versão.
Muitos relacionam a história do jogo Mau-mau com o jogo Uno pela semelhança de regras, apesar deste último ser jogado em um baralho próprio. Não se sabe ao certo se o Mau-mau serviu de base para o Uno ou vice-versa.

## Regras
O jogo é tipicamente jogado com um baralho de 32 cartas, onde todos os Dois, Três, Quatro, Cinco e Seis foram removidos. Para mais de 5 jogadores, dois baralhos podem ser utilizados.

### Objetivo
O objetivo é se livrar de todas as suas cartas. Na maioria das versões, o vencedor deve gritar algo quando não tem mais cartas, geralmente "Mau". Se não o fizer, a vitória é cancelada e ele deve comprar cartas como penalidade. Se a última carta de um jogador for um valete, ele deve gritar algo diferente, geralmente "Mau Mau".

### O jogo
Os jogadores recebem 5 ou 6 cartas, a depender do número de jogadores. As restantes são guardadas com as faces viradas para baixo na mesa (ao alcance de todos), e será esse o monte de compras. No início do jogo, a primeira carta do monte é virada para cima no centro da mesa, onde ficará o monte de descarte, e então os jogadores jogam suas próprias cartas em turnos.
No seu turno você pode descartar uma carta, colocando-a acima das outras descartadas na mesa, com a face para cima. Uma carta só pode ser descartada se tiver valor ou naipe igual à carta visível no monte de descarte. Por exemplo, se a última carta jogada foi um 10 de Copas, a próxima carta deve ser de valor 10 ou do naipe de Copas (veja, contudo, abaixo para as cartas especiais). Se um jogador não pode descartar, ele compra uma do monte. Se a carta comprada puder ser descartada ele pode fazê-lo; senão ele passa a vez. Quando o monte de compras estiver vazio, o monte de descartes (exceto a carta visível no topo) é embaralhado e virado, servindo como novo monte de compras.

### Cartas Especiais
As cartas 7, 8, Valete e Ás são especiais:
- 🂧 - Se um 7 for jogado, o próximo jogador deve comprar duas cartas, mas pode jogar. (Variantes do jogo permitem que o jogador que recebeu o 7 jogue outro 7, fazendo o próximo jogador comprar 4 cartas, ou jogar ainda outro 7, acumulando a compra para o próximo jogador em 6, e depois 8)
- 🂨 - Um 8 pula o próximo jogador. (Uma variante permite o jogador que deveria ser pulado jogar outro 8, fazendo com que o próximo jogador seja pulado ou jogar outro 8)
- 🂫 - Um valete de qualquer naipe é um curinga, e pode ser jogado sem respeitar o naipe ou o valor que está no monte de descarte. O jogador que o descartou escolhe um naipe, e o próximo deve jogar como se o valete fosse do naipe escolhido.

- 🂡 - Se um ás for jogado, o jogador que o descartou deve jogar outra carta do mesmo naipe do ás descartado. Ele pode jogar um ás e depois outro(s), mas deve descartar ainda outra carta depois. Se não tiver outra carta em mãos do mesmo naipe do último ás, deve comprar. Se um ás foi a última carta jogada, o jogador não venceu ainda e deve comprar.

Quando um jogador tem apenas uma carta em mãos, ele deve gritar "Mau" (mesmo que seja um ás); se for um Valete, deve gritar "Mau-Mau". Fracassando em fazer isso, deve comprar.
Em variantes do jogo, outras cartas também podem ter funções especiais:
- 🃏 - O curinga pode ser acrescentado ao jogo, e ao ser descartado faz com que o jogador seguinte compre 5 cartas do maço e não descarte nenhuma;
- 🂡 - O ás faz com que se pule a vez do próximo jogador;
- 🂩 - O nove faz com que o jogador anterior compre uma carta;
- 🂭 - A dama inverte o sentido do jogo, isto é, se o jogo transcorria no sentido horário, passa a ser no anti-horário. 
  - Em algumas versões, isso se estende para cartas que fazem comprar. Se foi jogado uma carta 7, por exemplo, ao invés de comprar o jogador pode jogar a Dama e obriga quem jogou o 7 a comprar (ou a jogar outro 7 ou ainda outra Dama). Isso pode reverter uma vitória caso a última carta descartada seja, por exemplo, um 7, e o próximo jogador jogue uma Dama de mesmo naipe.

### Contagem de pontos
Usualmente não há contagem de pontos, mas pode-se usar a pontuação:
O jogador que bater não perde pontos. Os demais perdem a soma das cartas de sua mão, sendo:
- Cartas de 7 a 10 tem o valor de face.
- O ás vale 15 pontos.
- Valetes, damas e reis valem 10 pontos cada.
- O curinga vale 20 pontos.

Todos os jogadores começam com 100 pontos. Ao ficarem com zero ou menos, estouram, isto é, saem do jogo. Ganha quem não estourar.

## Variantes

### Áustria e Baviera
Na Áustria e Baviera, há uma variação chamada de Neuner (Noves), onde os noves são usados como curingas.

### República Checa
A variante mais popular desse jogo na República Checa é chamada Prší (chovendo). É jogada da mesma maneira, exceto:
- Os jogadores começam com 4 cartas.
- Não é preciso anunciar quando só há uma carta restante.
- Áses pulam o próximo jogador.
- 7 faz o próximo jogador comprar 2 e perder o turno, a não ser que também jogue um 7.
- Em algumas versões, o Rei de Espadas (♠) faz o próximo jogador comprar 4. Ele pode jogar um 7 de Espadas e passar a penalidade para o próximo jogador comprar 6, (ou jogar outro Rei e fazê-lo comprar 8).
- Uma Dama pode ser jogada sobre qualquer outra carta exceto 7 ou Ás, e o jogador escolhe o naipe que vale.
- Em algumas versões, o Valete não é uma carta especial.
- Em algumas versões, quando o 10 de Copas (♥) é jogado todos os outros jogadores devem comprar uma e quem jogou o 10 pode jogar de novo.
- Em algumas versões, quando um jogador já descartou todas as cartas, ele pode ainda ter de retornar, caso alguém ainda jogue especificamente um 7 de Copas (ou um 10 de copas da variante acima). Assim, o jogador só venceu realmente caso ele continue sem cartas na mão por um turno extra inteiro.

Alguns podem jogar com modificações menos comuns:

#### Variante: Rápida
O jogador pode descartar múltiplas cartas de uma vez, se atender aos requerimentos:
- Cartas têm o mesmo valor
- A carta de baixo é jogada de acordo com as regras conhecidas

Quando há cartas especiais envolvidas geralmente todos agem como se houvesse apenas uma, exceto por Setes. Nesse caso o próximo jogador deve comprar duas vezes o número de Setes descartados ou jogar outro Sete (quando jogando a variação com o Dez de Copas especial todo tipo de regras é implementado por cada grupo de jogadores).
Com alguma combinação de regras caseiras e cinco ou mais jogadores é possível que alguém tenha de comprar mais cartas do que há disponíveis na mesa. Se isso ocorrer com muita frequência durante seus jogos, é aconselhável adicionar mais baralhos ao jogo e/ou diminuir as penalidades das cartas especiais.

#### Variante: Cega
A qualquer momento, no seu turno, um jogador joga uma carta virada para baixo, e anuncia seu valor e naipe. Se o próximo jogador acreditar nele, e o jogo prossegue normal segundo os valores anunciados. Se o jogador não acreditar, a carta é desvirada. 
Se quem descartou disse a verdade, o jogador que duvidou é penalizado (tem de comprar uma carta ou mais e/ou é pulado nessa rodada e/ou deve adicionar a carta jogada à própria mão e/ou pega uma carta do jogador que jogou virada para baixo etc...)
Se quem descartou estava mentindo, ele é penalizado (geralmente pega a carta de volta e é pulado e/ou compra mais cartas etc...)

### Holanda
Na Holanda, Mau-Mau é conhecido como Pesten (bullying, valentão). É jogado com um deque de 54 ou 55 cartas (52 cartas do baralho anglo-americano mais dois ou três curingas); vários deques podem ser embaralhados juntos caso haja muitos jogadores para apenas um. As maiores diferenças com Mau-Mau são as seguintes, porém geralmente há algumas variações nessas regras a depender do número de jogadores:
- Todos os jogadores recebem entre 5 e 7 cartas
- 🂢 - Dois faz o próximo jogador comprar duas cartas.
- 🃏 - Curinga pode ser jogado sobre qualquer outra carta e faz o próximo jogador comprar cinco cartas. Pode permitir ao próximo jogador escolher o naipe, mesmo que aplicando a regra seguinte.
- Jogar Dois ou Curinga em sucessão muda a compra para o próximo jogador cumulativamente. Então, se o primeiro jogador joga um Curinga e o segundo jogador um 2, o terceiro jogador deve comprar 5 + 2 = 7 cartas (ou jogar um 2 ou um Curinga).
- 🂧 - Um Sete permite ao jogador jogar outra carta se possível; se for outro Sete, o jogador joga de novo (anunciando Zeven: nog even ou  Zeven: (blijft) kleven, o que traduz aproximadamente para "Sete: De novo" e "Sete: colado").
- 🂨 - Um Oito pula o próximo jogador (Acht: wacht, “Oito: Espere”).

- 🂡 - Um Ás inverte a ordem de jogar (Aas: draai, “Ás: Gira”).
- 🂮 - Um Rei têm o mesmo efeito de um Sete (heer nog 'n keer, "Meu Rei, mais uma vez").
- 🂫 - Um Valete deixa o jogador escolher o naipe.
- Com uma carta faltando: Diga Laatste kaart ("Última carta") ou bata na mesa (É regra comum que as pessoas que se esquecem de anunciar ou bater na última carta antes do próximo jogador jogar devem comprar uma ou até uma mão inteira - 5 ou 7 cartas). A última carta não pode ser especial, o jogador deve comprar se for.

### Portugal
Em Portugal, há uma variação chamada Puque. As regras são quase as mesmas da Holandesa, com o Dois substituindo o Oito como carta que pula o próximo, e o jogador deve falar "Puque" ao jogar a penúltima carta.

### Rússia
Na Rússia, as variantes são chamadas Чешский Дурак (Pronúncia: Cheshskiy Durak; Tradução: Tolo Tcheco), Фараон (Pronúncia: Faraon; Tradução: Faraó), Крокодил (Pronúncia: Krokodil ; Tradução: Crocodilo) ou 101. Geralmente são jogados com 36 cartas francesas. As regras são similares às Tchecas.
- Os jogadores recebem 5 cartas.
- 🂡 - Ás pula o próximo jogador.
- 🂧 - Sete faz o próximo jogador comprar uma carta (ou mais).
- 🂦 - Seis faz o próximo jogador comprar uma carta (ou mais) e pula ele.
- 🂭 - Dama permite ao jogador escolher o naipe.
- (opcional) 🂪 - Dez muda o sentido do jogo.
- (opcional) 🂮 - Rei de espadas faz o próximo comprar várias cartas e pula.

### Eslováquia
Na Eslováquia o jogo é chamado Faraón (Faraó). Usa as mesmas regras que o jogo Tcheco, com as seguintes exceções:
- Os jogadores recebem 5 cartas. O perdedor da mão anterior começa todos os jogos subsequentes com uma carta a menos. Um jogador que tenha perdido quatro mãos começa a próxima com uma carta. Se perder novamente está fora do jogo. O vencedor de cada mão inicia a próxima.
- Um jogador pode jogar várias cartas de mesmo valor ao mesmo tempo, por exemplo se há uma carta de Copas (♥) no topo da pilha de descarte, ele pode jogar um Ás de Copas e um Ás de Paus (♣) por cima. Os dois Áses significam que os próximos dois jogadores serão pulados. Em algumas versões, não é possível para os jogadores se defenderem de um Ás (com outro Ás, por exemplo) já que eles foram pulados.
- Um Sete faz o próximo jogador comprar três. Ele pode jogar outro Sete e acumular para o próximo jogador.
- Um Valete de Paus (♣) cancela a compra de cartas de um Sete e pode ter outros Valetes jogados por cima pelo mesmo jogador.
- Uma Dama pode ser jogada sobre qualquer carta, e dá ao jogador o direito de escolher o naipe.